# Bodonyi Ferenc
Bodonyi Ferenc  (Budapest, 1931. február 9. – Budapest, 2019. április 16.) kémiatanár, festőművész.
A Toldy Ferenc Gimnáziumban érettségizett, majd az ELTE biológia–kémia szakát 1954-ben elvégezve egy XX. kerületi általános iskolában (1954–1955), majd az újpesti Könyves Kálmán Gimnáziumban tanított. 1965-től 1991-es nyugdíjba vonulásáig a Nemzetközi Előkészítő Intézetben (NEI, a Balassi Intézet jogelődje) külföldi diákok kémiatanáraként, intézeti docensként dolgozott. Külföldön is oktatott (Halle, 1977, 1980, 1983). Több intézeti kiadású jegyzete mellett 1972 és 2000 között hét kiadást ért meg Kémiai összefoglaló című műve, amelyet a Műszaki Kiadó tett közzé.
Képzőművészi tevékenysége 1960-ban kezdődött a Budapesti Pedagógus Képzőművész Stúdió tagjaként, amelynek 1995-ben vezetője lett. Festőművészként több kiállításon vett részt, 2010-es kiállítását követően 2016-os életmű-kiállítása is az Újpest Galériában volt. 1997-től tagja volt a Magyar Alkotóművészek Országos Egyesületének (MAOE).